# Alfredo Carmona
Pour les articles homonymes, voir Carmona et Hurtado.
Alfredo Enrique Carmona Hurtado, né à Lima au Pérou le 10 mai 1971, est un footballeur péruvien des années 1990 et 2000 qui jouait au poste de milieu de terrain.

## Biographie

### Carrière en club
Trois fois champion du Pérou avec l'Universitario de Deportes en 1987, 1990 et 1992,,, Alfredo Carmona y joue de 1987 à 1993. Il participe avec ce club à deux éditions consécutives de la Copa Libertadores en 1988 et 1989 (deux matchs joués en tout). 
Après des passages par le Defensor Lima et le Deportivo Municipal au milieu des années 90, il signe au Sporting Cristal en 1997 et dispute 12 matchs de la Copa Libertadores 1997 avec son nouveau club. Il sera d'ailleurs finaliste de cette édition de la Copa Libertadores avec le Sporting Cristal.
Il revient au Deportivo Municipal en 1999 et poursuit sa carrière au FBC Melgar en 2000. Après un deuxième retour au Deportivo Municipal, il continue au Sport Boys en 2002. En 2004, il dispute une rencontre de la Copa Libertadores 2004 au sein du Cienciano del Cusco, avant de terminer sa carrière à l'Alianza Atlético de Sullana en 2006.

### Carrière en équipe nationale
International péruvien de 1994 à 2003, Alfredo Carmona reçoit 10 sélections en équipe nationale. Il marque son seul but international le 27 juin 2003 à l'occasion d'un match amical face au Venezuela (victoire 1-0).

## Palmarès
| Universitario de Deportes - Championnat du Pérou (3) : - Champion : 1987, 1990 et 1992. - Vice-champion : 1988. |  | Sporting Cristal - Championnat du Pérou : - Vice-champion : 1998. - Copa Libertadores : - Finaliste : 1997. |